# Yanina Sokolova
Yanina Sokolova (en ukrainien : Яніна Михайлівна Соколова,  Yanina Mykhailivna Sokolova), née le 6 mars 1984 à Zaporijjia), est une actrice de cinéma et présentatrice ukrainienne.

## Biographie
Elle est née à Zaporijjia et a fait ses études à l'université nationale de Zaporijia en psychologie et à Université nationale Karpenko-Kary en études théâtrales.
Elle a été présentatrice pour 5 Kanal et 4 Kanal, représentante pour l'Ukraine du programme HeForShe.

## Actrice
En 2004 elle a été actrice pour "Free Theatre" et Dakh.

### Cinéma
- 2021 : Я, Ніна, rôle principale de Maryssia Nikitiouk.

### Productrice
- 2019 : We are soldiers de  Svitlana Smirnova.